# Región del Sudoeste de Inglaterra
El Sudoeste de Inglaterra (en inglés: South West England, en córnico: Rannvro Soth West) es una de las nueve regiones de Inglaterra. Está formada por siete condados: Gloucestershire, Somerset, Dorset, Brístol, Wiltshire, Devon y Cornualles. Su capital es Brístol. Limita al norte con el mar Céltico y el canal de Brístol, que la separan de Gales, y Midlands del Oeste, al este con Sudeste, al sur con el canal de la Mancha y al oeste con el océano Atlántico.
Con 23 829 km² es la región más extensa del país y con 222,0 hab/km², la menos densamente poblada. Incluye un área conocida como West Country y gran parte de Wessex. El gran tamaño de la región se ve reflejado en el hecho de que la parte norte de Gloucestershire, cerca de Chipping Campden, se encuentra tan cerca del extremo de Cornualles como de la frontera con Escocia. Se compone en su mayor parte de una extensa península que concluye en Cornualles, siendo la mayor del país.
Tradicionalmente, el Sudoeste de Inglaterra ha sido conocido por la producción del queso Cheddar, originario de un pueblo con el mismo nombre, en Mendip Hills; del cream tea de Devon, y de la sidra de Somerset. En la actualidad, quizá sea igualmente conocido debido al Proyecto Eden, a Aardman Animations, al Festival de Glastonbury, a la Bristol International Balloon Fiesta, a la música trip hop, a la serie Skins ambientada en la ciudad de Bristol, a los restaurantes de marisco en Cornualles y a sus playas en las que practicar el surf. La región cuenta también con dos parques nacionales y cuatro lugares declarados Patrimonio de la Humanidad dentro de sus confines.

## Subdivisiones
La región cubre la mayor parte del área histórica de Wessex (omitiendo solo a Hampshire y a Berkshire) y todo el reino celta de Dumnonia, que comprendía a Cornualles, Devon y partes de Dorset y Somerset. En términos de gobierno local, fue dividida en 1974 en Avon, Cornualles, Devon, Dorset, Gloucestershire, Somerset y Wiltshire. Desde entonces, Avon fue abolido y surgieron diversas autoridades unitarias en áreas principalmente urbanas.

### Gobierno local
La región consiste de los siguientes condados geográficos y áreas de gobierno local:
|                    |                                 | |                                 |  |
| Condado ceremonial | C. no metropolitano A. unitaria | Distritos |                                 |  |
| Somerset           | 1. Bath and North East Somerset | 1. Bath and North East Somerset                                                                                   | 1. Bath and North East Somerset |  |
| Somerset           | 2. North Somerset               | |                                 |  |
| Somerset           | 10. Somerset                    | a. South Somerset, b. West Somerset y Taunton Deane c. Sedgemoor, d. Mendip                                       |                                 |  |
| 3. Bristol         |                                 | |                                 |  |
| Gloucestershire    | 4. South Gloucestershire        | 4. South Gloucestershire                                                                                          | 4. South Gloucestershire        |  |
| Gloucestershire    | 5. Gloucestershire              | a. Gloucester, b. Tewkesbury, c. Cheltenham, d. Costwold, e. Stroud, f. Forest of Dean                            |                                 |  |
| Wiltshire          | 6. Swindon                      | 6. Swindon |                                 |  |
| Wiltshire          | 7. Wiltshire                    | Salisbury, West Wiltshire, Kennet, North Wiltshire                                                                |                                 |  |
| Dorset             | 8. Dorset                       | a. Weymouth and Portland, b. West Dorset, c. North Dorset, d. Purbeck, e. East Dorset, f. Christchurch            |                                 |  |
| Dorset             | 9. Poole                        | |                                 |  |
| Devon              | 11. Devon                       | a. Exeter, b. East Devon, c. Mid Devon, d. North Devon, e. Torridge, f. West Devon, g. South Hams, h. Teignbridge |                                 |  |
| Devon              | 12. Torbay                      | |                                 |  |
| Devon              | 14. Plymouth                    | |                                 |  |
| Cornualles         | 13. Cornualles                  | Penwith, Kerrier, Carrick, Restormel, Caradon, North Cornwall                                                     |                                 |  |
| Cornualles         | 15. Islas Sorlingas             | |                                 |  |